# Fiat Transfer
La Fiat Transfer es una locomotora diésel-eléctrica fabricada entre 1966 y 1967 por Fiat Ferroviaria y Ercole Marelli.

## Historia
Entre 1966 y 1967, para reforzar el parque tractivo del Ferrocarril General Belgrano, que en ese entonces era concesionado por Ferrocarriles Argentinos, la empresa Fiat Ferroviaria fue la encargada de fabricar un total de 42 locomotoras diésel-eléctricas de trocha angosta. Si bien, estas locomotoras fueron fabricadas exclusivamente para la Argentina, varias unidades fueron exportadas a Cuba y Bolivia.
Gracias a su bajo peso por eje, estas locomotoras eran ideales para traccionar los ramales que no se encontraran en buenas condiciones.
A fines de la década de 1990, las Fiat Transfer continuaron prestando servicio por un corto periodo con el Belgrano Cargas S.A., una nueva empresa de capitales privados, y para el año 2000, todas las unidades se encontraban fuera de servicio.